# Jos van Oss
Jos van Oss is de uitvoerder van de carnavalskraker "Zachte G, Harde L" en is de artiestennaam van een combinatie van Sjaak-Pieter van Es, Johan Eleveld en Jeroen Habraken.

## Identiteit
De personen achter Jos van Oss gaven bewust weinig informatie prijs over de ware identiteit van 'Jos van Oss' om de hype verder te voeden. Johan Eleveld (Amsterdam), destijds copywriter bij Kumpany, heeft de songtekst geschreven (eigen persbericht op een website), Sjaak-Pieter van Es (Lith, 1980 of 1981) onthulde in Shownieuws dat hij Jos van Oss speelde in de videoclip op YouTube en Jeroen Habraken (Schijndel) is de componist en verantwoordelijk voor de zang. Habraken had enkele jaren geleden ook al regionaal succes met soortgelijke nummers onder de naam FC De Gasgevers, een hobbyproject met enkele vrienden.
De persoon achter Jos van Oss zou op 13-jarige leeftijd met zijn ouders verhuisd zijn van het Brabantse Oss naar Osdorp. Jos dacht aanvankelijk dat het een dorpje bij Oss was, maar het bleek een wijk in Amsterdam te zijn. Hij werd daar regelmatig uitgelachen om zijn Brabantse accent. Zijn vader probeerde hem op te beuren door te zeggen "Jongen, je hebt misschien wel een zachte G, maar toch ook een harde L?". Deze zinsnede werd de basis voor het liedje "Zachte G, Harde L". Johan Eleveld verhuisde van Drenthe naar Amsterdam.
Ook speelde hij 'Knoet' in de film New Kids Nitro.
Sjaak-Pieter van Es was werkzaam voor TowelTV,  een online tv-zender.

## Zachte G, Harde L
In januari 2010 beleefde het nummer "Zachte G, Harde L" zijn primeur op de radio bij Edwin Evers. Het liedje werd gedraaid in het stadion van NAC Breda en verscheen op de twitters van Kluun en cabaretier Guido Weijers. De begeleidende clip op YouTube werd opgenomen in Amsterdam op de Dam, de Albert Cuypmarkt en in de Jordaan. In korte tijd werd het filmpje honderdduizenden keren bekeken (na vijf dagen 290.000 keer, aan het eind van carnaval ruim 1,3 miljoen keer).
Het liedje heeft een goed bij carnaval aansluitende melodie, maar is door de videoclip (die het dubbelzinnige karakter van de tekst vrij snel wegneemt) inhoudelijk minder aan het echte carnaval gebonden. Echter, en misschien juist door dat directe karakter van het filmpje op YouTube, kreeg deze een onverwachte hoeveelheid aandacht in de pers. In combinatie met de januari-release leverde dit het nummer al vlug het predicaat carnavalskraker op.
Een week na het carnaval wordt via de media geclaimd dat het nummer van Jos van Oss plagiaat is. Het nummer zou volgens gitarist/componist Bas van den Toren van Duo Höllenboer te veel op hun nummer 1-hit 'Het Busje komt zo' lijken. Dit blijkt achteraf echter ongegrond te zijn volgens de Vaste Plagiaatcommissie van Buma Stemra.
Een collectief dat zich Mooi uit het Gooi noemde, publiceerde in februari een parodie: Ik heb een Gooische R en ook nog dubbel D. Deze parodie kreeg dankzij YouTube enige bekendheid. Een derde parodie, "Zwarte P, Witte L", verscheen tegen het einde van het jaar van de hand van Zwarte Piet Piet van Vliet (gestalte gegeven door Rob Janssen). Piet bracht het lied ten gehore tijdens de intocht van Sinterklaas in Nijmegen en wist daardoor een klein relletje te veroorzaken. De burgemeester van Nijmegen sprak er schande van, maar Zwarte Piet hield vol dat het lied puur en alleen diende om de witte chocoladeletter L wat meer bekendheid te geven.

## Discografie

### Singles
| Single met eventuele hitnotering(en) in de Nederlandse Top 40 | Datum van verschijnen | Datum van binnenkomst | Hoogste positie | Aantal weken | Opmerkingen             |
| ------------------------------------------------------------- | --------------------- | --------------------- | --------------- | ------------ | ----------------------- |
| Zachte G, Harde L                                             | 2010                  | 20-02-2010            | 13              | 3            | #3 in de Single Top 100 |